# Franziskus Janssens

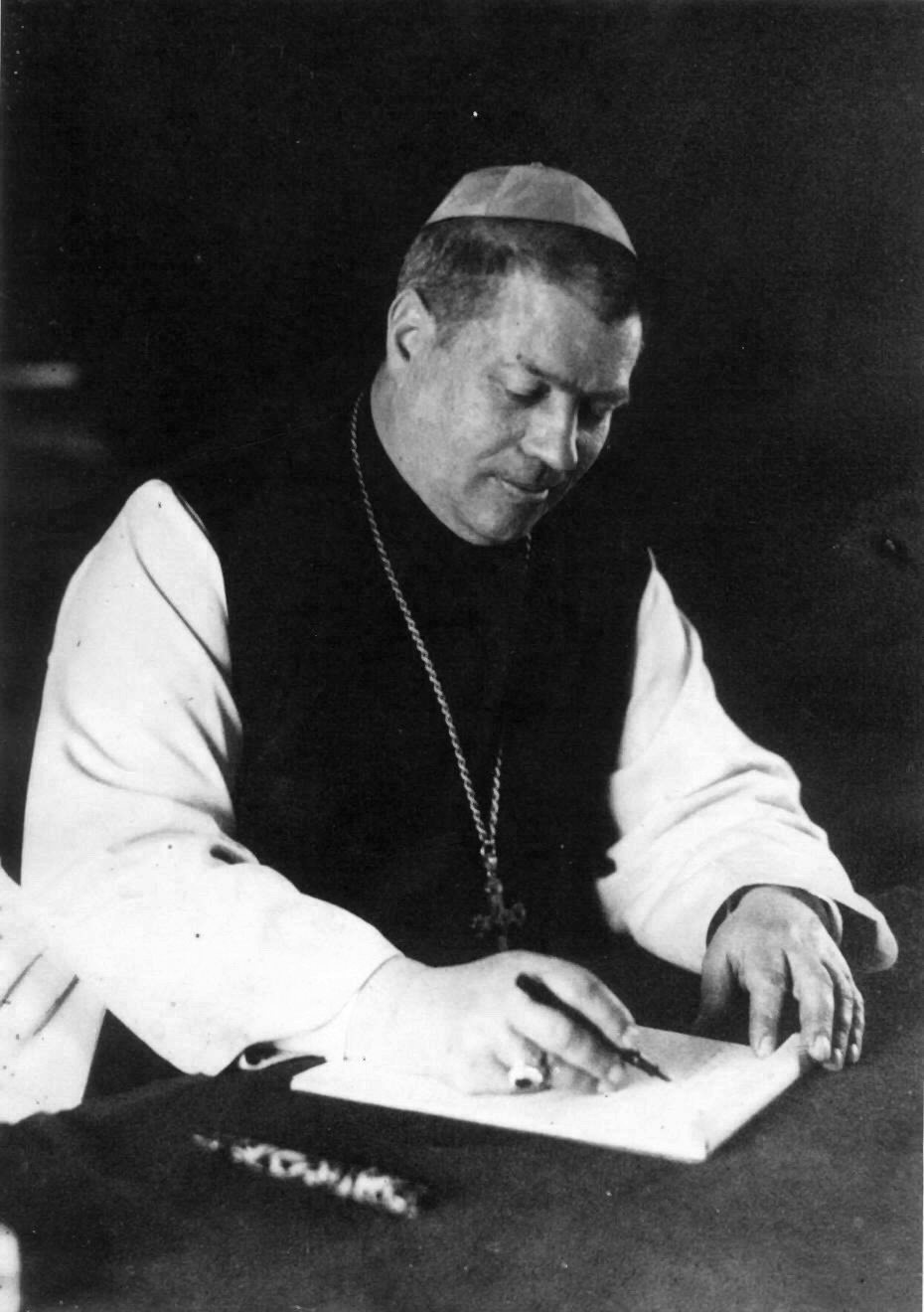
Generalabt Franziskus Janssens

Franziskus Albert Janssens OCist (* 20. Februar 1881 in Tilburg, Niederlande; † 23. April 1950 in Hilversum, Niederlande) war der 76. Generalabt des Zisterzienserordens.
Er entstammte einer Familie, aus der zwei Bischöfe hervorgegangen sind: Franziskus Janssens (1888–1897 Erzbischof von New Orleans) und Arnoldus Frans Diepen (1919–1943 Bischof von ’s-Hertogenbosch). 
Albert Janssens Ordensleben begann in den Jahren 1901–1903 in der Trappistenabtei Achel. Er wechselte am 15. August 1903 nach Onsenoort, wo er für die Abtei Pont Colbert (Versailles) als Novize der Allgemeinen Observanz eingekleidet wurde und den Ordensnamen Franz bekam, der an seinen erzbischöflichen Onkel erinnert. Am 17. Dezember 1910 wurde er in ’s-Hertogenbosch zum Priester geweiht; er wirkte zunächst als Theologieprofessor. Am 2. Oktober 1924 wählten ihn seine Mitbrüder zum Abt von Pont Colbert. Die Benediktion erhielt er am 28. Oktober 1924 in Onsenoort durch Bischof Arnold Frans Diepen. Er erreichte 1926 die kanonische Erhebung von Onsenoort zum Priorat.
Am 1. August 1927 wurde er vom Generalkapitel zum Generalabt gewählt. Zu seinem Sekretär ernannte Janssens den Zircer Pater Tiburtius Hümpfner. Die Weltwirtschaftskrise und andere Faktoren haben einen Schatten großer Schulden über seine Amtszeit geworfen. Am 15. Februar 1935 wurde Hubertus Noots O.Praem. als Apostolischer Visitator für den Zisterzienserorden eingesetzt. Die Visitation endete mit Janssens’ Resignation am 21. Januar 1936.